# المعشار (ذمار)
المعشار هي إحدى قرى الجمهورية اليمنية. تتبع جغرافيا لمحافظة ذمار وإداريًا لمديرية وصاب العالي. يبلغ تعداد سكانها 1139 نسمة حسب الإحصاء الذي أجري عام 2004.